# Миронов, Валентин Миронович
Валентин Миронович Миронов (1925—1994) — советский врач-терапевт и организатор здравоохранения. Главный врач Смоленской областной больницы №3 (1960—1990). Заслуженный врач РСФСР (1979).

## Биография
Родился 19 августа 1925 года в селе Щелканово, Юхновского района Смоленской области (с 1944 года в составе Калужской области).
С 1941 года обучался в Рыбинском авиационном техникуме. С 4 января 1943 года в возрасте семнадцати лет, В. М. Миронов был призван в ряды Рабоче-Крестьянской Красной армии, участник Великой Отечественной войны в составе 968-го артиллерийского полка 395-й стрелковой дивизии — старшина, в период войны находился в должностях: санитарный инструктор 2-й батареи, командир отделения разведки, комсомольский организатор 1-го дивизиона, помощник командира стрелкового взвода и старшиной батареи. Воевал на Воронежском и 1-м Украинском фронтах, 19 сентября 1943 году в битве за город Полтаву был первый раз ранен,  был участником боёв на территории Польши и Германии, в боях за которые был дважды ранен. Указом Президиума Верховного Совета СССР 17 августа 1944 года «за то что находясь в должности санитарного инструктора батареи вынес из поля боя, несмотря на сильный миномётный и артиллерийский огонь раненого разведчика; заменил раненого наводчика и ведя прицельный огонь по отходящим силам противника уничтожил их; огнём орудия т. Миронова было уничтожено одно орудие с упряжкой, 4 поводы с боеприпасами и ода автомашина, при этом было уничтожено до 30 гитлеровцев» был награждён Медалью «За боевые заслуги», 5 марта 1945 года «за то, что будучи комсоргом дивизиона личным примером воодушевил расчёт на подвиги и под его руководством расчётом было уничтожено один танк, два пулемёта и около 30 гитлеровцев; лично уничтожил две пулемётные точки противника мешавшие продвижению наших войск» был награждён — Орденом Красной Звезды. 
С 1946 года после демобилизации из рядов Советской армии, получал среднее образование, проходя обучение в Брянской школе рабочей молодёжи. С 1947 по 1952 годы обучался в Смоленском  медицинском институте, по окончании которого с отличием, с 1952 по 1955 годы проходил обучение в клинической ординатуре по кафедре терапии Смоленского медицинского института. С 1955 по 1960 годы — заместитель главного врача по лечебной части Смоленской клинической больницы №1.
С 1960 по 1990 годы, в течение тридцати лет, В. М. Миронов был организатором и бессменным руководителем специализированной больницы №3 Смоленского областного исполнительного комитета Совета народных депутатов. Под руководством и при непосредственном участии В. М. Миронова были открыты физиотерапевтический кабинет, кабинет лечебной физкультуры, водолечебница, больница была оснащена современной лечебно-диагностической аппаратурой для ведения плодотворной многолетней работы. Благодаря стараниям В. М. Миронова была налажена система учёта и диспансеризации всех партийных функционеров Смоленской области и членов из семей, занимался лечением не только партийных деятелей но и членов семей известных общественных деятелей, в частности занимался лечением матери А. Т. Твардовского . 
Помимо основной деятельности занимался и общественно-политической работой: избирался депутатом Смоленского городского исполнительного комитета Совета народных депутатов и членом Смоленского городского комитета КПСС.
2 декабря 1966 года Указом Президиума Верховного Совета СССР «За заслуги  в  области народного здравоохранения» В. М. Миронов был награждён Орденом «Знак Почёта», а 24 декабря 1975 года Указом Президиума Верховного Совета РСФСР В. М. Миронову было присвоено почётное звание — Заслуженный врач РСФСР.
Скончался 29 октября 1994 года, похоронен на Братском кладбище в городе Смоленске.

## Награды
- Ордена Отечественной война I степени (06.11.1985[5])
- Орден Красной Звезды (05.03.1945)
- Орден «Знак Почёта» (02.12.1966)
- Медаль «За боевые заслуги» (17.08.1944)
- Медаль «За победу над Германией в Великой Отечественной войне 1941—1945 гг.» (09.05.1945)
- Медаль «В ознаменование 100-летия со дня рождения Владимира Ильича Ленина»

### Звания
- Заслуженный врач РСФСР (24.12.1975[6])
- Отличник здравоохранения СССР (25.04.1985)